# 22 canzoni
22 canzoni è una raccolta del cantautore italiano Mimmo Locasciulli, pubblicata nel 2020 dall'etichetta discografica Hobo.

## Descrizione
Raccolta composta da 22 brani su 2 CD senza inediti e pubblicata su Compact Disc, prodotto e distribuito dall'etichetta Hobo.
L'album offre una panoramica sulla carriera del cantautore, con brani che spaziano tra pop, musica d'autore e folk. Tra le tracce più significative troviamo Scuro (feat. Marc Ribot), Senza un addio (feat. Marc Ribot e Gabriele Mirabassi), Il suono delle campane (feat. Francesco De Gregori) e Ballando (feat. Paolo Fresu).

## Tracce
- CD (Hobo, HOB 2001 CD) [1]

CD1
1. Cercami – 3:54
2. I musicisti son così – 4:11
3. Scuro (feat. Marc Ribot) – 5:45
4. Canzone di sera – 3:23
5. Cinque sei sette otto – 3:53
6. Senza un addio (feat. Marc Ribot, Gabriele Mirabassi) – 4:01
7. Stella di vetro – 4:54
8. Correre baby (feat. Marc Ribot) – 3:08
9. Le regole del jazz – 3:44
10. Benvenuta – 4:23
11. Una vita che scappa (feat. Paolo Fresu) – 4:03

Durata totale: 45:19
CD2
1. Hotelsong – 4:12
2. Piccoli cambiamenti – 3:54
3. Ballando (feat. Paolo Fresu) – 4:22
4. Tu no – 3:22
5. Delitti perfetti – 4:55
6. Annaluna (feat. Büne Huber) – 3:55
7. Il suono delle campane (feat. Francesco De Gregori) – 4:24
8. L'inverno – 4:24
9. L'interpretazioni dei sogni – 3:43
10. Alice è felice – 3:33
11. Un po' di tempo ancora (Live) – 3:21

Durata totale: 44:05